# Baselios Marthoma Mathews Ier
 (janvier 2018).
Si vous disposez d'ouvrages ou d'articles de référence ou si vous connaissez des sites web de qualité traitant du thème abordé ici, merci de compléter l'article en donnant les références utiles à sa vérifiabilité et en les liant à la section « Notes et références ».
Baselios Marthoma Mathews Ier (1907-1996) fut primat de l'église malankare orthodoxe du 27 octobre 1975 au 27 avril 1991.